# 中村尚登 ニュースプラザ
『中村尚登 ニュースプラザ』（なかむら ひさと にゅーすぷらざ）は、1988年4月16日から2008年9月までTBSラジオほか全国のJRN系列で毎週土曜午前に放送されていたニュース・情報番組。放送時間は、5:30 - 8:30。ハワイのKZOOでも現地時間の金曜12:30 - 14:30に放送されていた。
なお、1999年4月11日 - 2002年9月までは日曜日にも土曜日と同一のタイトルで6:30 - 8:30（2001年4月より8:15まで）に放送されていた。詳しくは後述。
また、前身番組でもある『ニュースマガジン・男の土曜日』→『江森陽弘のニュースマガジン』→『土曜ニュースプラザ』についても後述。

## 概要

### 土曜版
前身は1987年10月から1988年3月まで土曜夜に放送されていた、ナイターオフシーズン番組の『ニュースマガジン・男の土曜日』である。その後、1988年4月16日から『江森陽弘のニュースマガジン』→『土曜ニュースプラザ』に改題して朝に移行。初代パーソナリティは荻島正己と草柳文恵。（なお、江森陽弘は『江森陽弘のニュースマガジン』になってから登場、降板時期は不明だが、長く出演していた。また、田畑光永がコーナーレギュラーとして出演していた時期あり。）。1999年4月、パーソナリティが中村尚登と有村美香に代わるとともに、兄弟番組『日曜ニュースプラザ』（日曜6:30 - 8:30）が生まれた。これらをリニューアルする形で1999年10月にスタートした番組である。
特に『江森陽弘のニュースマガジン』時代は、MBSラジオやCBCラジオ、RKBラジオやHBCラジオなど、基幹局の系列をネットして、大手建設会社の大林組が番組スポンサーとなり放送していた時期もある。
番組終了時のパーソナリティは、TBS報道局政経部の中村尚登記者（元同局アナウンサー）。ニュース、天気予報、交通情報を中心に、ゲストとのインタビューコーナーやゴルフ、温泉、行楽情報など、週末の朝に必要な情報満載の番組で、『生島ヒロシのおはよう一直線』『森本毅郎・スタンバイ!』の週末版的な位置付けとなっていた。
3時間の放送時間のうち、5:30から（放送時間拡大前は6:30から）7:00までと8:00から8:15まで（『話題のアンテナ 日本全国8時です』のコーナー）のJRN全国ネットパート（放送時間は各局で異なっていた）と、それ以外の時間帯の関東ローカルパート、以上の2部構成となっていた。
タイトルコールは、中村の大先輩である元TBSアナウンサーの宮内鎮雄によるものだった。また、『土曜ニュースプラザ』時代のオープニングでは、THE SQUAREの「OMENS OF LOVE」がBGMに使われていた（『日曜ニュースプラザ』にも使用、1999年9月まで）。また7:00以降の関東ローカルパートでは、サウンドステッカーとしてStarshipの「We Built This City」が使われていた。
2008年9月27日放送をもって放送終了、『ニュースマガジン・男の土曜日』から21年間の放送に幕を降ろした。いくつかのコーナーは、後番組の『土曜朝イチエンタ。堀尾正明+PLUS!』に引き継がれた。

### 日曜版
前述の通り、1999年4月11日に『日曜ニュースプラザ』として開始こちらは一貫して関東ローカルで放送された。2001年4月、それまで土曜夕方に放送されていた『牟田悌三・あなたのための税金相談』が8:15 - 8:30に移動したのに伴い、15分短縮となった。2002年9月をもって終了し、5時台の『榎さんのおはようサンデー』、6時台前半の『こども音楽コンクール』を統合させた上で、新番組『江口ともみ プレシャスサンデー』に引き継がれた。

## 出演者
| 期間    | 期間   | パーソナリティ | アシスタント |
| ------- | ------ | -------------- | ------------ |
| 1988.4  | 1996.3 | 荻島正己       | 草柳文恵     |
| 1996.4  | 1998.3 | 荻島正己       | 畑杏子       |
| 1998.4  | 1998.9 | 荻島正己       | 石川央子     |
| 1998.10 | 1999.3 | 荻島正己       | 広重玲子     |
| 1999.4  | 2000.3 | 中村尚登       | 有村美香     |
| 2000.4  | 2002.3 | 中村尚登       | 長谷川洋子   |
| 2002.4  | 2007.9 | 中村尚登       | 竹下栄梨子   |
| 2007.10 | 2008.9 | 中村尚登       | 古瀬絵理     |

### 備考
- 畑（現姓・長岡）、広重、有村は出演時点でTBSアナウンサー。
- 1999年4月 - 2002年9月までは日曜版も兼務。

## タイムテーブル

### 土曜版
※番組終了時
- 5:30 オープニング/ヘッドラインニュース
- 5:36 サウンドコラージュ昭和
- 6:00 ヘッドラインニュース
- 6:05 ニューヨーク市況情報
- 6:10 下村健一の「眼のツケドコロ」
- 6:30 ヘッドラインニュース
- 6:35 新光証券 朝一番お金の話（ファイナンシャルプランナー・深沢泉）
  - ABC（日曜6:40 - ）、RKB（時間は後述）に時差ネット。
- 6:40 ドラマチック・スポーツ（スポーツライター・小林信也）
- 6:56 ローカルの時間帯（TBSラジオでは、交通情報、天気予報、7時台の内容、お知らせなどが入る）

以降は首都圏ローカル（『日本全国8時です』を除く）
- 7:00 ニュースズームアップ（東京新聞特報部デスク・鈴木穣）
- 7:20 ニュースズームアップ プラス（鈴木穣）
- 7:30 テルモ・健康天気予報
- 7:35 大宅映子の辛口コラム（提供：東京ガス）
- 7:50 古瀬絵理のお出かけ情報
- 8:00 話題のアンテナ 日本全国8時です（歴史研究家・加来耕三）
  - CBC、ABC、RNC、KRYを除くJRN全国29局ネット。
- 8:15 ニュースヘッドライン
- 8:20 人権TODAY（提供：東京都人権啓発センター）
- 8:27 首都高速入口閉鎖情報、来週の予定の後、エンディング（次番組『土曜ワイドラジオTOKYO 永六輔その新世界』とのクロストーク）

### 日曜版
※番組終了時
- 6:30 オープニング・全国の天気予報
- 6:38 今朝一番のニュースヘッドライン
- 6:40 週間ニュースチェック
- 6:50 アロハ・ホットライン/交通情報・天気予報
- 7:00 ニュースズームアップ（菊地哲郎）/後藤新弥のドラマチック・スポーツ
- 7:28 交通情報・天気予報
- 7:30 村田昭治のリラックス×2
- 7:40 メイコのいきいきモーニング
- 7:55 ニュースヘッドライン/交通情報・天気予報
- 8:00 牧太郎の「ザ・コラム」
- 8:07 おでかけヘッドライン（交通情報）
- 8:12 エンディング

## 土曜版のネット局・放送時間

### ニュースマガジン・男の土曜日
- 不明（情報求む）

### 江森陽弘のニュースマガジン
- 先述のMBSラジオ・CBCラジオ・RKBラジオ・HBCラジオを含めた全国20局程度だが、詳細情報求む。

### 土曜ニュースプラザ
- 不明（情報求む）

### 番組終了時
- 6:56から2分間はJRN各地の放送局からニュース・道路・天気情報などを伝えるローカル枠だったが、TBSからのBGMのみを流す局も多かった。
- 終了、あるいは飛び降り時間になると、ネット局向けにのみ録音されたエンドコールが流された。

#### 5:30から8:30まで（フルネット）
- TBSラジオ

#### 5:30から6:00まで
- RNB 南海放送

#### 5:30から7:00まで
- ABS 秋田放送（6:56 - 6:58は『さきがけニュース』、TBSからのBGMはカット）
- YBC 山形放送
- CBC 中部日本放送（現在：CBCラジオ、『日本全国8時です』はネットせず、6:56 - 6:58は『中日新聞ニュース』、TBSからのBGMはカット）
- BSS 山陰放送
- RNC 西日本放送（『日本全国8時です』はネットせず）
- RKC 高知放送
- OBS 大分放送

#### 6:00から6:30まで
- MRO 北陸放送

#### 6:00から7:00まで
- BSN 新潟放送
- FBC 福井放送
- RSK 山陽放送
- RBC 琉球放送
- IBC岩手放送

#### 6:30から7:00まで
- SBC 信越放送
- KNB 北日本放送
- RKK 熊本放送
- MBC 南日本放送

#### 『日本全国8時です』のみネット
- HBC 北海道放送（『土曜ニュースプラザ』時代は6:30 - 6:55の時間帯も放送していた）
- RAB 青森放送
- TBC 東北放送
- RFC ラジオ福島
- YBS 山梨放送
- SBS 静岡放送
- WBS 和歌山放送
- RCC 中国放送
- JRT 四国放送
- RKB毎日放送（「朝一番お金の話」のコーナーを日曜7:05 - に時差ネット）
- NBC 長崎放送
- MRT 宮崎放送